# Ian Saem Majnep
Ian Saem Majnep (Provincia di Madang, 1948 – settembre 2007) è stato un naturalista papuano.
Naturalista del popolo Kalam in Papua Nuova Guinea, è autore di saggi sulle piante, gli animali, le credenze e il vocabolario del suo popolo associato a Ralph Bulmer o Andrew Pawley.